# Asana
Asana (आसन) är sanskrit för "säte" och betecknar inom yoga de positioner som en utövare intar med sin kropp. Enligt Yoga Sūtra av Patañjali ska en asana vara stabil och bekväm, och asana är den tredje lemmen i klassisk ashtangayoga.
Många yogaställningar har poetiska namn som syftar på naturföreteelser eller på indisk mytologi, exempelvis trädets ställning (vṛksāsana), duvans ställning (kapotāsana) eller den dansande Shivas ställning (natarājāsana). Lotusställningen är en avancerad asana.